# Blesk Hobby
Blesk Hobby je český měsíčník vydávaný od července 2005. Jeho vydavatelem byla společnost Ringier ČR, a.s., později Czech News Center. Nejedná se o odborné periodikum, obsahuje praktické rady a návody pro kutily, chovatele a pěstitele. Má přinášet rady a návody, jak jednoduchým a levným způsobem všechno opravit, vyrobit, přestavět nebo vypěstovat a ukazovat nové trendy v bydlení, nové postupy v zahradničení, praktické rady pro chovatele zvířat.
V roce 2017 byl průměrný náklad 39 430 výtisků, čtenost byla 116 000 čtenářů. V prvním a druhém čtvrtletí roku 2020, tedy v období poznamenaném koronavirovou pandemií, byl průměrný prodaný náklad kolem 32 000 výtisků a průměrná čtenost 143 000 čtenářů.